# Geobacillus stearothermophilus
Geobacillus stearothermophilus — паличковидна грам-позитивна бактерія, член типу Firmicutes. Ці бактерії — термофіли, що широко розповсюджені в ґрунті, гарячих джерелах та океанських опадах. Вони ж — одна з причин псування харчової продукції.